# 圣尼济耶迪穆什罗特
圣尼济耶-迪穆什罗特（法語：Saint-Nizier-du-Moucherotte，法語發音：[sɛ̃ nizje dy muʃʁɔt]）是法国伊泽尔省的一个市镇，位于该省中部，省会格勒诺布尔西侧的山上，属于格勒诺布尔区。

## 地理
圣尼济耶-迪穆什罗特（45°10'15"N, 5°37'49"E）面积11.26 平方千米，位于法国奥弗涅-罗讷-阿尔卑斯大区伊泽尔省，该省份为法国东南部内陆省份，北起顺时针与安省、萨瓦省、上阿尔卑斯省、德龙省、阿尔代什省、卢瓦尔省和罗讷省。
与圣尼济耶-迪穆什罗特接壤的市镇（或旧市镇、城区）包括：昂然、克莱、朗斯昂韦科尔、塞西内-帕里塞、塞桑。
圣尼济耶-迪穆什罗特的时区为UTC+01:00、UTC+02:00（夏令时）。

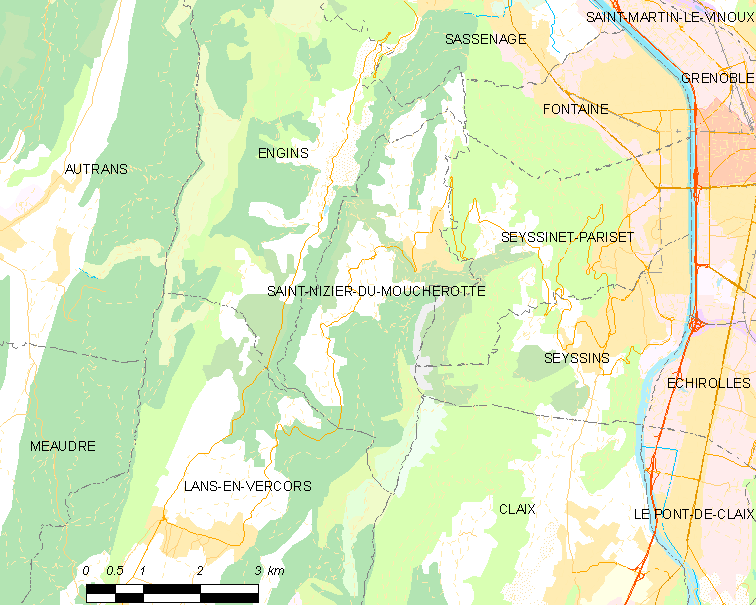
圣尼济耶-迪穆什罗特的OSM定位图

## 行政
圣尼济耶-迪穆什罗特的邮政编码为38250，INSEE市镇编码为38433。

## 政治
圣尼济耶-迪穆什罗特所属的省级选区为方丹-韦科尔县。

## 人口

1962-2008年间圣尼济耶-迪穆什罗特人口变化图示

圣尼济耶-迪穆什罗特于2022年1月1日时的人口数量为1132人。